# Distretto di Vice
Il distretto di Vice è uno dei sei distretti della provincia di Sechura, in Perù. Si trova nella regione di Piura e si estende su una superficie di 324,62 chilometri quadrati.
Istituito il 15 giugno 1920, ha per capitale la città di Vice.